# Lascabanes
Lascabanes är en kommun i departementet Lot i regionen Occitanien i södra Frankrike. Kommunen ligger i kantonen Montcuq som tillhör arrondissementet Cahors. År 2018 hade Lascabanes 203 invånare.

## Befolkningsutveckling
Antalet invånare i kommunen Lascabanes
| Referens: INSEE |